# III liga polska w piłce nożnej (2025/2026)
Ten artykuł dotyczy trwającego lub niedawnego wydarzenia sportowego. Informacje w nim zamieszczone mogą się zmienić lub zdezaktualizować wraz z postępem zdarzenia. Początkowe doniesienia, wyniki lub statystyki mogą być niepewne. Ostatnie aktualizacje do tego artykułu mogą nie odzwierciedlać najbardziej aktualnych informacji.
III liga polska 2025/2026 – 10. edycja rozgrywek czwartego poziomu ligowego piłki nożnej mężczyzn w Polsce po reformie, przeprowadzonej w 2016 roku.

## Zasady rozgrywek

Zasięg terytorialny grup III ligi polskiej w piłce nożnej w sezonie 2025/2026

W III lidze sezonu 2025/2026 biorą udział drużyny, które zostały podzielone na zasadzie terytorialnej na 4 grupy:
- grupa I (województwa: łódzkie, mazowieckie, podlaskie, warmińsko-mazurskie),
- grupa II (województwa: kujawsko-pomorskie, pomorskie, wielkopolskie, zachodniopomorskie),
- grupa III (województwa: dolnośląskie, lubuskie, opolskie, śląskie),
- grupa IV (województwa: lubelskie, małopolskie, podkarpackie, świętokrzyskie)[1].

Mistrzowie każdej z grup uzyskają awans na poziom centralny – do II ligi. Wicemistrzowie będą natomiast po zakończeniu sezonu rywalizować w barażach o awans. 4 ostatnie drużyny spadną na poziom wojewódzki – do odpowiedniej terytorialnie grupy IV ligi. W przypadku spadku drużyn z II ligi do danej grupy III ligi, liczba spadkowiczów z III ligi wzrośnie.

## Grupa I

### Drużyny
| Uczestnicy sezonu 2024/2025 | Uczestnicy sezonu 2024/2025 | Uczestnicy sezonu 2024/2025 | Uczestnicy sezonu 2024/2025 |
| --------------------------- | --------------------------- | --------------------------- | --------------------------- |
| LE2                         | Legia II Warszawa           | 2                           |                             |
| ŁOM                         | ŁKS Łomża                   | 3                           |                             |
| SDZ                         | Warta Sieradz               | 4                           |                             |
| WIG                         | Wigry Suwałki               | 5                           |                             |
| JA2                         | Jagiellonia II Białystok    | 6                           |                             |
| ŚWI                         | Świt Nowy Dwór Mazowiecki   | 7                           |                             |
| BEŁ                         | GKS Bełchatów               | 8                           |                             |
| BRŃ                         | Broń Radom                  | 9                           |                             |
| LTM                         | Lechia Tomaszów Mazowiecki  | 10                          |                             |
| MŁA                         | Mławianka Mława             | 11                          |                             |
| WP2                         | Wisła II Płock              | 12                          |                             |
| WIK                         | GKS Wikielec                | 13                          |                             |

| Spadek z II liga 2024/2025                                                                                    | Spadek z II liga 2024/2025 | Spadek z II liga 2024/2025 | Spadek z II liga 2024/2025 |
| --- | -------------------------- | -------------------------- | -------------------------- |
| ELB | Olimpia Elbląg             | 18                         |                            |
| Oznaczenia: - kolumna pierwsza – skróty nazw drużyn, - kolumna trzecia – miejsce zajęte w poprzednim sezonie. |                            |                            |                            |

| Awans z IV ligi 2024/2025                                                                                     | Awans z IV ligi 2024/2025 | Awans z IV ligi 2024/2025 | Awans z IV ligi 2024/2025 |
| --- | ------------------------- | ------------------------- | ------------------------- |
| grupa łódzka                                                                                                  |                           |                           |                           |
| WI2 | Widzew II Łódź            | 1                         |                           |
| grupa mazowiecka                                                                                              |                           |                           |                           |
| CKT | KS CK Troszyn             | 1                         |                           |
| ZZA | Ząbkovia Ząbki            | 21                        |                           |
| grupa podlaska                                                                                                |                           |                           |                           |
| WAS | KS Wasilków               | 1                         |                           |
| grupa warmińsko-mazurska                                                                                      |                           |                           |                           |
| ZBP | Znicz Biała Piska         | 1                         |                           |
| Oznaczenia: - kolumna pierwsza – skróty nazw drużyn, - kolumna trzecia – miejsce zajęte w poprzednim sezonie. |                           |                           |                           |

Objaśnienia:
1. Ząbkovia Ząbki wygrała dwustopniowe baraże o awans do III ligi[3].

### Tabela
| Lp. | Drużyna                    | M | Z | R | P | Bramki | Bramki | Różn. | Pkt | Uwagi                     | Bezpośrednio |
| --- | -------------------------- | - | - | - | - | ------ | ------ | ----- | --- | ------------------------- | ------------ |
| 1   | ŁKS Łomża                  | 3 | 3 | 0 | 0 | 10     | 5      | +5    | 9   | Awans do II ligi          |              |
| 2   | Legia II Warszawa          | 3 | 2 | 1 | 0 | 8      | 4      | +4    | 7   | Baraże o awans do II ligi |              |
| 3   | Ząbkovia Ząbki             | 3 | 2 | 0 | 1 | 10     | 6      | +4    | 6   |                           |              |
| 4   | Wisła II Płock             | 3 | 2 | 0 | 1 | 7      | 3      | +4    | 6   |                           |              |
| 5   | Warta Sieradz              | 3 | 2 | 0 | 1 | 6      | 2      | +4    | 6   |                           |              |
| 6   | Świt Nowy Dwór Mazowiecki  | 3 | 2 | 0 | 1 | 6      | 3      | +3    | 6   |                           |              |
| 7   | GKS Bełchatów              | 3 | 1 | 2 | 0 | 9      | 8      | +1    | 5   |                           |              |
| 8   | Jagiellonia II Białystok   | 3 | 1 | 1 | 1 | 5      | 4      | +1    | 4   |                           |              |
| 9   | Lechia Tomaszów Mazowiecki | 3 | 1 | 1 | 1 | 5      | 6      | −1    | 4   |                           |              |
| 10  | Olimpia Elbląg             | 3 | 1 | 1 | 1 | 5      | 6      | −1    | 4   |                           |              |
| 11  | GKS Wikielec               | 3 | 1 | 0 | 2 | 5      | 6      | −1    | 3   |                           |              |
| 12  | KS CK Troszyn              | 3 | 1 | 0 | 2 | 5      | 6      | −1    | 3   |                           |              |
| 13  | Wigry Suwałki              | 3 | 1 | 0 | 2 | 4      | 5      | −1    | 3   |                           |              |
| 14  | Widzew II Łódź             | 3 | 1 | 0 | 2 | 7      | 10     | −3    | 3   |                           |              |
| 15  | KS Wasilków                | 3 | 1 | 0 | 2 | 2      | 6      | −4    | 3   | Spadek do IV ligi         |              |
| 16  | Broń Radom                 | 3 | 0 | 2 | 1 | 6      | 8      | −2    | 2   | Spadek do IV ligi         |              |
| 17  | Znicz Biała Piska          | 3 | 0 | 1 | 2 | 4      | 9      | −5    | 1   | Spadek do IV ligi         |              |
| 18  | Mławianka Mława            | 3 | 0 | 1 | 2 | 4      | 11     | −7    | 1   | Spadek do IV ligi         |              |

## Grupa II

### Drużyny
| Uczestnicy sezonu 2024/2025 | Uczestnicy sezonu 2024/2025 | Uczestnicy sezonu 2024/2025 | Uczestnicy sezonu 2024/2025 |
| --------------------------- | --------------------------- | --------------------------- | --------------------------- |
| BŁS                         | Błękitni Stargard           | 2                           |                             |
| ZAW                         | Zawisza Bydgoszcz           | 3                           |                             |
| PO2                         | Pogoń II Szczecin           | 4                           |                             |
| LP2                         | Lech II Poznań              | 5                           |                             |
| UNS                         | Unia Swarzędz               | 6                           |                             |
| ŚRW                         | Polonia Środa Wielkopolska  | 7                           |                             |
| NSK                         | Pogoń Nowe Skalmierzyce     | 8                           |                             |
| ELA                         | Elana Toruń                 | 9                           |                             |
| WDA                         | Wda Świecie                 | 10                          |                             |
| NCZ                         | Noteć Czarnków              | 11                          |                             |
| FLO                         | Flota Świnoujście           | 12                          |                             |
| CAR                         | Cartusia Kartuzy            | 13                          |                             |
| WYB                         | Wybrzeże Rewalskie Rewal    | 14                          |                             |

| Awans z IV ligi 2024/2025                                                                                     | Awans z IV ligi 2024/2025 | Awans z IV ligi 2024/2025 | Awans z IV ligi 2024/2025 |
| --- | ------------------------- | ------------------------- | ------------------------- |
| grupa kujawsko-pomorska                                                                                       |                           |                           |                           |
| TTO | Tłuchowia Tłuchowo        | 1                         |                           |
| grupa pomorska                                                                                                |                           |                           |                           |
| WLU | Wikęd Luzino              | 1                         |                           |
| grupa wielkopolska                                                                                            |                           |                           |                           |
| LIP | Lipno Stęszew             | 1                         |                           |
| WRZ | Victoria Września         | 21                        |                           |
| grupa zachodniopomorska                                                                                       |                           |                           |                           |
| STA | Kluczevia Stargard        | 1                         |                           |
| Oznaczenia: - kolumna pierwsza – skróty nazw drużyn, - kolumna trzecia – miejsce zajęte w poprzednim sezonie. |                           |                           |                           |

Objaśnienia:
1. Victoria Września wygrała dwustopniowe baraże o awans do III ligi[4].

### Tabela
| Lp. | Drużyna                    | M | Z | R | P | Bramki | Bramki | Różn. | Pkt | Uwagi                     | Bezpośrednio |
| --- | -------------------------- | - | - | - | - | ------ | ------ | ----- | --- | ------------------------- | ------------ |
| 1   | Zawisza Bydgoszcz          | 3 | 3 | 0 | 0 | 11     | 4      | +7    | 9   | Awans do II ligi          |              |
| 2   | Cartusia Kartuzy           | 3 | 3 | 0 | 0 | 8      | 3      | +5    | 9   | Baraże o awans do II ligi |              |
| 3   | Polonia Środa Wielkopolska | 3 | 2 | 1 | 0 | 7      | 4      | +3    | 7   |                           |              |
| 4   | Wikęd Luzino               | 3 | 2 | 1 | 0 | 6      | 4      | +2    | 7   |                           |              |
| 5   | Flota Świnoujście          | 3 | 1 | 2 | 0 | 2      | 1      | +1    | 5   |                           |              |
| 6   | Lipno Stęszew              | 3 | 1 | 1 | 1 | 7      | 7      | 0     | 4   |                           |              |
| 7   | Kluczevia Stargard         | 3 | 1 | 1 | 1 | 6      | 6      | 0     | 4   |                           |              |
| 8   | Wda Świecie                | 3 | 1 | 1 | 1 | 4      | 4      | 0     | 4   |                           |              |
| 9   | Noteć Czarnków             | 3 | 1 | 1 | 1 | 4      | 5      | −1    | 4   |                           |              |
| 10  | Pogoń II Szczecin          | 3 | 1 | 0 | 2 | 7      | 6      | +1    | 3   |                           |              |
| 11  | Lech II Poznań             | 3 | 1 | 0 | 2 | 9      | 9      | 0     | 3   |                           |              |
| 12  | Błękitni Stargard          | 3 | 1 | 0 | 2 | 6      | 7      | −1    | 3   |                           |              |
| 13  | Victoria Września          | 3 | 1 | 0 | 2 | 3      | 4      | −1    | 3   |                           |              |
| 14  | Elana Toruń                | 3 | 1 | 0 | 2 | 6      | 8      | −2    | 3   |                           |              |
| 15  | Wybrzeże Rewalskie Rewal   | 3 | 1 | 0 | 2 | 2      | 4      | −2    | 3   | Spadek do IV ligi         |              |
| 16  | Pogoń Nowe Skalmierzyce    | 3 | 1 | 0 | 2 | 2      | 7      | −5    | 3   | Spadek do IV ligi         |              |
| 17  | Unia Swarzędz              | 3 | 0 | 2 | 1 | 3      | 4      | −1    | 2   | Spadek do IV ligi         |              |
| 18  | Tłuchowia Tłuchowo         | 3 | 0 | 0 | 3 | 1      | 7      | −6    | 0   | Spadek do IV ligi         |              |

## Grupa III

### Uczestnicy
| Uczestnicy sezonu 2024/2025 | Uczestnicy sezonu 2024/2025 | Uczestnicy sezonu 2024/2025 | Uczestnicy sezonu 2024/2025 |
| --------------------------- | --------------------------- | --------------------------- | --------------------------- |
| KLU                         | MKS Kluczbork               | 2                           |                             |
| ML2                         | Miedź II Legnica            | 3                           |                             |
| CGU                         | Carina Gubin                | 4                           |                             |
| GWK                         | Warta Gorzów Wielkopolski   | 5                           |                             |
| GOZ                         | LKS Goczałkowice Zdrój      | 6                           |                             |
| ŚLZ                         | Ślęza Wrocław               | 7                           |                             |
| LZG                         | Lechia Zielona Góra         | 8                           |                             |
| GPO                         | Górnik Polkowice            | 9                           |                             |
| PNI                         | Pniówek Pawłowice Śląskie   | 10                          |                             |
| JEL                         | Karkonosze Jelenia Góra     | 11                          |                             |
| GZ2                         | Górnik II Zabrze            | 12                          |                             |

| Spadek z II liga 2024/2025                                                                                    | Spadek z II liga 2024/2025 | Spadek z II liga 2024/2025 | Spadek z II liga 2024/2025 |
| --- | -------------------------- | -------------------------- | -------------------------- |
| ZA2 | Zagłębie II Lubin          | 161                        |                            |
| SKC | Skra Częstochowa           | 17                         |                            |
| Oznaczenia: - kolumna pierwsza – skróty nazw drużyn, - kolumna trzecia – miejsce zajęte w poprzednim sezonie. |                            |                            |                            |

| Awans z IV ligi 2024/2025                                                                                     | Awans z IV ligi 2024/2025 | Awans z IV ligi 2024/2025 | Awans z IV ligi 2024/2025 |
| --- | ------------------------- | ------------------------- | ------------------------- |
| grupa dolnośląska                                                                                             |                           |                           |                           |
| SŁW | Słowianin Wolibórz        | 1                         |                           |
| grupa lubuska                                                                                                 |                           |                           |                           |
| SJA | Stal Jasień               | 1                         |                           |
| grupa opolska                                                                                                 |                           |                           |                           |
| LSD | LZS Starowice Dolne       | 1                         |                           |
| PNY | Polonia Nysa              | 2                         |                           |
| grupa śląska                                                                                                  |                           |                           |                           |
| SPA | Sparta Katowice           | 1                         |                           |
| Oznaczenia: - kolumna pierwsza – skróty nazw drużyn, - kolumna trzecia – miejsce zajęte w poprzednim sezonie. |                           |                           |                           |

Objaśnienia:
1. Początkowo Zagłębie II Lubin miało spaść bezpośrednio do III ligi, jednak w związku z brakiem licencji na grę w II lidze dla Kotwicy Kołobrzeg (spadkowicza z I ligi) i Wisły Puławy, klub mógł rozegrać baraże o utrzymanie[5][6]. Przegrał w nich jednak z Podhalem Nowy Targ spadając do III ligi[7].
2. Polonia Nysa wygrała dwustopniowe baraże o awans do III ligi[8].

### Tabela
| Lp. | Drużyna                   | M | Z | R | P | Bramki | Bramki | Różn. | Pkt | Uwagi                     | Bezpośrednio |
| --- | ------------------------- | - | - | - | - | ------ | ------ | ----- | --- | ------------------------- | ------------ |
| 1   | Górnik Polkowice          | 3 | 3 | 0 | 0 | 5      | 1      | +4    | 9   | Awans do II ligi          |              |
| 2   | Zagłębie II Lubin         | 3 | 2 | 1 | 0 | 12     | 6      | +6    | 7   | Baraże o awans do II ligi |              |
| 3   | MKS Kluczbork             | 3 | 2 | 1 | 0 | 8      | 4      | +4    | 7   |                           |              |
| 4   | Lechia Zielona Góra       | 3 | 2 | 1 | 0 | 4      | 1      | +3    | 7   |                           |              |
| 5   | Polonia Nysa              | 3 | 2 | 0 | 1 | 5      | 1      | +4    | 6   |                           |              |
| 6   | Górnik II Zabrze          | 3 | 2 | 0 | 1 | 5      | 2      | +3    | 6   |                           |              |
| 7   | Sparta Katowice           | 3 | 1 | 2 | 0 | 6      | 4      | +2    | 5   |                           |              |
| 8   | Słowianin Wolibórz        | 3 | 1 | 1 | 1 | 5      | 4      | +1    | 4   |                           |              |
| 9   | Ślęza Wrocław             | 3 | 1 | 1 | 1 | 3      | 2      | +1    | 4   |                           |              |
| 10  | Warta Gorzów Wielkopolski | 3 | 1 | 1 | 1 | 5      | 5      | 0     | 4   |                           |              |
| 11  | LKS Goczałkowice Zdrój    | 3 | 1 | 0 | 2 | 3      | 4      | −1    | 3   |                           |              |
| 12  | LZS Starowice Dolne       | 3 | 1 | 0 | 2 | 3      | 5      | −2    | 3   |                           |              |
| 13  | Pniówek Pawłowice Śląskie | 3 | 1 | 0 | 2 | 3      | 5      | −2    | 3   |                           |              |
| 14  | Carina Gubin              | 3 | 0 | 2 | 1 | 5      | 6      | −1    | 2   |                           |              |
| 15  | Skra Częstochowa          | 3 | 0 | 2 | 1 | 6      | 8      | −2    | 2   | Spadek do IV ligi         |              |
| 16  | Karkonosze Jelenia Góra   | 3 | 0 | 1 | 2 | 5      | 9      | −4    | 1   | Spadek do IV ligi         |              |
| 17  | Miedź II Legnica          | 3 | 0 | 1 | 2 | 2      | 9      | −7    | 1   | Spadek do IV ligi         |              |
| 18  | Stal Jasień               | 3 | 0 | 0 | 3 | 3      | 11     | −8    | 0   | Spadek do IV ligi         |              |

## Grupa IV

### Uczestnicy
| Uczestnicy sezonu 2024/2025 | Uczestnicy sezonu 2024/2025       | Uczestnicy sezonu 2024/2025 | Uczestnicy sezonu 2024/2025 |
| --------------------------- | --------------------------------- | --------------------------- | --------------------------- |
| SIA                         | Siarka Tarnobrzeg                 | 3                           |                             |
| KSZ                         | KSZO 1929 Ostrowiec Świętokrzyski | 4                           |                             |
| AVI                         | Avia Świdnik                      | 5                           |                             |
| KO2                         | Korona II Kielce                  | 6                           |                             |
| STS                         | Star Starachowice                 | 7                           |                             |
| PBP                         | Podlasie Biała Podlaska           | 8                           |                             |
| CHM                         | Chełmianka Chełm                  | 9                           |                             |
| DĘB                         | Wisłoka Dębica                    | 10                          |                             |
| CPŁ                         | Czarni Połaniec                   | 11                          |                             |
| WK2                         | Wisła II Kraków                   | 12                          |                             |
| ŚWI                         | Świdniczanka Świdnik              | 13                          |                             |
| WSK                         | Wiślanie Skawina                  | 14                          |                             |
| PSL                         | Pogoń-Sokół Lubaczów              | 15                          |                             |

| Awans z IV ligi 2024/2025                                                                                     | Awans z IV ligi 2024/2025 | Awans z IV ligi 2024/2025 | Awans z IV ligi 2024/2025 |
| --- | ------------------------- | ------------------------- | ------------------------- |
| grupa lubelska                                                                                                |                           |                           |                           |
| KRA | Stal Kraśnik              | 1                         |                           |
| grupa małopolska                                                                                              |                           |                           |                           |
| CR2 | Cracovia II               | 1                         |                           |
| grupa podkarpacka                                                                                             |                           |                           |                           |
| KOD | Sokół Kolbuszowa Dolna    | 1                         |                           |
| grupa świętokrzyska                                                                                           |                           |                           |                           |
| SKW | Sparta Kazimierza Wielka  | 1                         |                           |
| JĘD | Naprzód Jędrzejów         | 21                        |                           |
| Oznaczenia: - kolumna pierwsza – skróty nazw drużyn, - kolumna trzecia – miejsce zajęte w poprzednim sezonie. |                           |                           |                           |

Objaśnienia:
1. Naprzód Jędrzejów wygrała dwustopniowe baraże o awans do III ligi[9].

### Tabela
| Lp. | Drużyna                           | M | Z | R | P | Bramki | Bramki | Różn. | Pkt | Uwagi                     | Bezpośrednio |
| --- | --------------------------------- | - | - | - | - | ------ | ------ | ----- | --- | ------------------------- | ------------ |
| 1   | KSZO 1929 Ostrowiec Świętokrzyski | 3 | 3 | 0 | 0 | 9      | 2      | +7    | 9   | Awans do II ligi          |              |
| 2   | Chełmianka Chełm                  | 3 | 3 | 0 | 0 | 9      | 3      | +6    | 9   | Baraże o awans do II ligi |              |
| 3   | Avia Świdnik                      | 3 | 3 | 0 | 0 | 5      | 1      | +4    | 9   |                           |              |
| 4   | Sparta Kazimierza Wielka          | 3 | 2 | 0 | 1 | 8      | 4      | +4    | 6   |                           |              |
| 5   | Sokół Kolbuszowa Dolna            | 3 | 2 | 0 | 1 | 6      | 3      | +3    | 6   |                           |              |
| 6   | Wiślanie Skawina                  | 3 | 2 | 0 | 1 | 6      | 6      | 0     | 6   |                           |              |
| 7   | Wisłoka Dębica                    | 3 | 1 | 1 | 1 | 4      | 3      | +1    | 4   |                           |              |
| 8   | Cracovia II                       | 3 | 1 | 1 | 1 | 4      | 4      | 0     | 4   |                           |              |
| 9   | Korona II Kielce                  | 3 | 1 | 1 | 1 | 5      | 6      | −1    | 4   |                           |              |
| 10  | Naprzód Jędrzejów                 | 3 | 1 | 0 | 2 | 4      | 5      | −1    | 3   |                           |              |
| 11  | Pogoń-Sokół Lubaczów              | 3 | 1 | 0 | 2 | 4      | 5      | −1    | 3   |                           |              |
| 12  | Czarni Połaniec                   | 3 | 1 | 0 | 2 | 3      | 5      | −2    | 3   |                           |              |
| 13  | Stal Kraśnik                      | 3 | 1 | 0 | 2 | 2      | 4      | −2    | 3   |                           |              |
| 14  | Star Starachowice                 | 3 | 1 | 0 | 2 | 2      | 4      | −2    | 3   |                           |              |
| 15  | Siarka Tarnobrzeg                 | 3 | 1 | 0 | 2 | 3      | 6      | −3    | 3   | Spadek do IV ligi         |              |
| 16  | Wisła II Kraków                   | 3 | 1 | 0 | 2 | 5      | 10     | −5    | 3   | Spadek do IV ligi         |              |
| 17  | Podlasie Biała Podlaska           | 3 | 0 | 1 | 2 | 4      | 8      | −4    | 1   | Spadek do IV ligi         |              |
| 18  | Świdniczanka Świdnik              | 3 | 0 | 0 | 3 | 3      | 7      | −4    | 0   | Spadek do IV ligi         |              |